# اليوم العالمي للحياة البرية
في يوم 20 ديسمبر عام 2013، قررت الجمعية العامة للأمم المتحدة في دورتها الثامنة والستون إعلان يوم 3 مارس يوم لاعتماد معاهدة التجارة العالمية لأصناف الحيوان والنبات البري المهدد بالإنقراض (بالإنجليزية:Convention on International Trade in Endangered Species of Wild Fauna and Flora ) وهو نفس اليوم لاعتماد اليوم العالمي للحياة البرية (بالإنجليزية:World Wildlife Day) والذي اقترحته تايلاند،  للاحتفال به ورفع مستوى الوعي بشأن الحيوانات والنباتات البرية في العالم.